# جورج فيشر بيكر
جورج فيشر بيكر (بالإنجليزية: George Fisher Baker)‏ هو مصرفي أمريكي، ولد في 27 مارس 1840، وتوفي في 2 مايو 1931.

## وصلات خارجية
- جورج فيشر بيكر على موقع الموسوعة البريطانية (الإنجليزية)
- جورج فيشر بيكر على موقع إن إن دي بي (الإنجليزية)